# Bienno
Bienno é uma comuna italiana da região da Lombardia, província de Bréscia, com cerca de 3.510 habitantes. Estende-se por uma área de 30 km², tendo uma densidade populacional de 117 hab/km². Faz fronteira com Bagolino, Berzo Inferiore, Bovegno, Breno, Cividate Camuno, Collio, Prestine.
Faz parte da rede das Aldeias mais bonitas de Itália.

## Demografia
| Variação demográfica do município entre 1861 e 2011                               |
|                                                                                   |
| Fonte: Istituto Nazionale di Statistica (ISTAT) - Elaboração gráfica da Wikipedia |